# Vélo-taxi

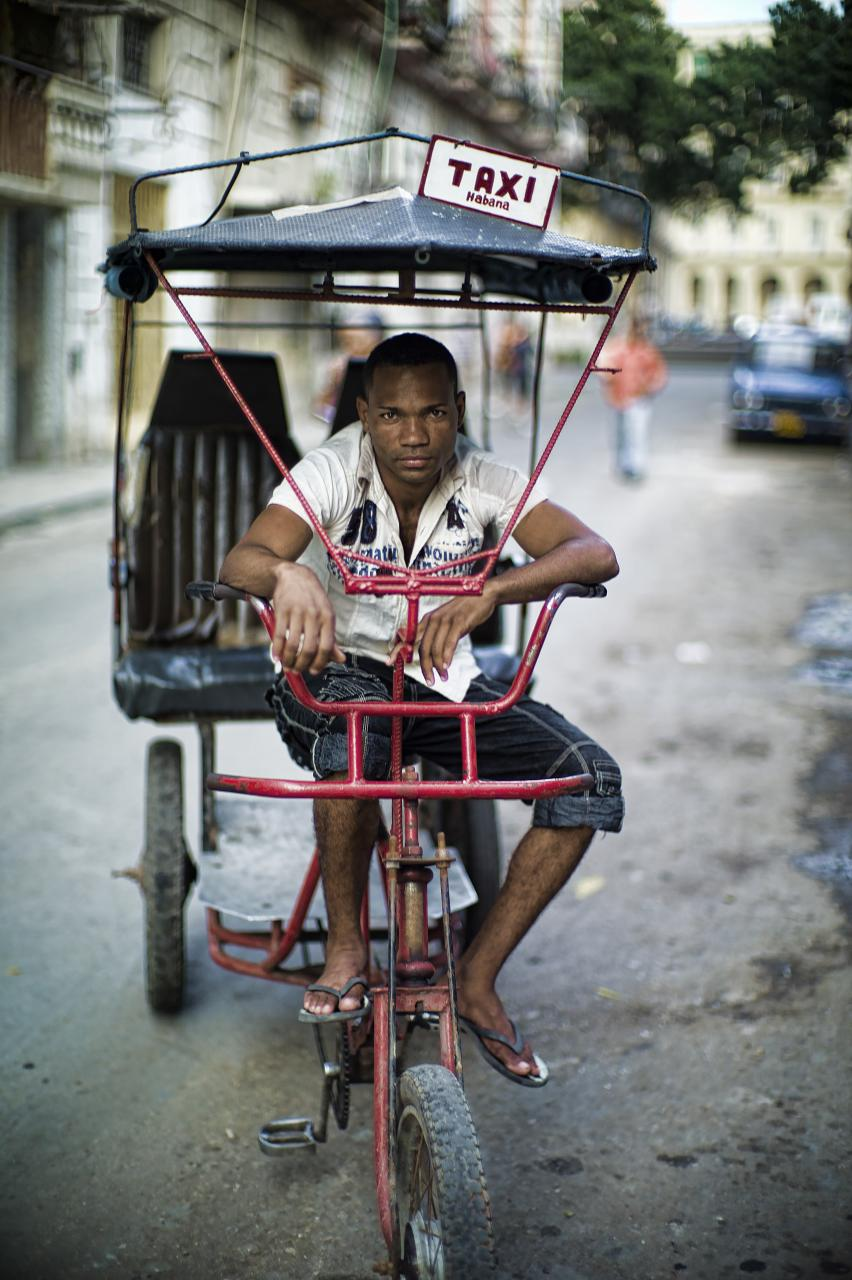
Vélo-taxi à La Havane (Cuba).

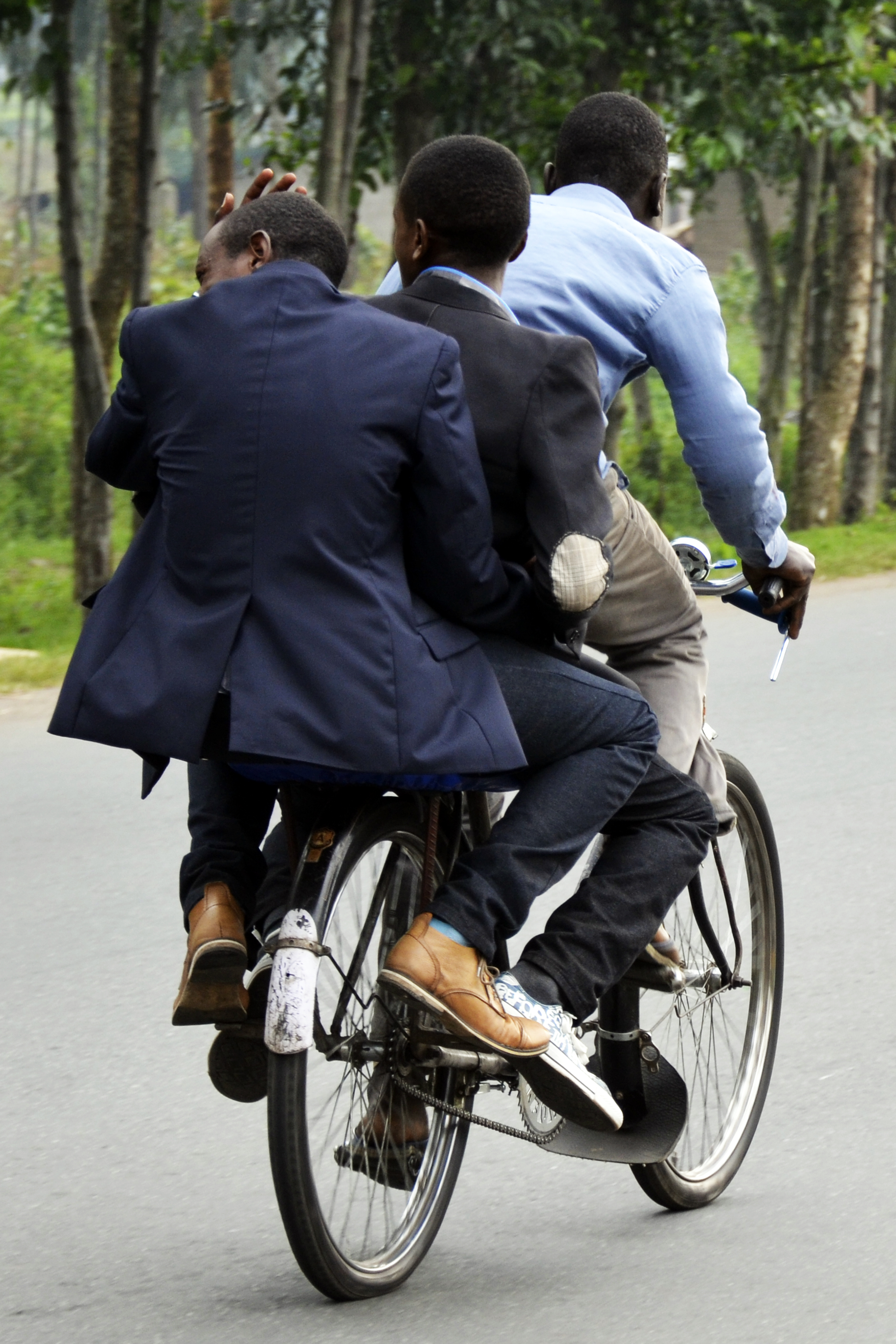
Vélo-taxi au Cameroun.

Un vélo-taxi ou vélotaxi est une bicyclette, un triporteur, ou un tricycle équipé d'un siège pouvant transporter des passagers, destiné au transport de personnes ou aux balades touristiques.

## Histoire
- 1912 : Le Malay Daily Chronicle publie un article intitulé « The coming of the pedal rikisha ». Ce véhicule est décrit comme un tricycle équipé de roues équipées de pneumatiques. En dépit d'une vitesse et d'un confort supérieurs, ce nouveau type de véhicule prend du temps pour s'implanter dans les rues de Singapour, où les modèles tirés par des hommes à pied dominent toujours à la fin des années 1930[1].

- 1936 : le rickshaw à pédales ou trishaw fait son entrée à Penang en Malaisie. Au cours des trente années suivantes, le nombre de trishaws s’accroît et atteint plusieurs milliers, puis ils sont supplantés par les bus, motocyclettes et voitures. De nos jours,  ils sont plutôt une attraction touristique qu'un véritable mode de transport pour la population locale[2]. Le trishaw devient un mode de transport majeur pendant l'occupation japonaise en Malaisie[3].

- En France, le vélo-taxi est largement utilisé à la fin de l'occupation allemande à Paris pendant la Seconde Guerre mondiale pour remplacer les taxis en raison des pénuries de carburant.

## Principe technique
Généralement le vélo-taxi est équipé d'une roue à l'avant et de deux roues à l'arrière, mais on trouve également des versions avec deux roues à l'avant, bien que ces tricycles soient plus difficiles à manœuvrer. À la différence du tuk-tuk asiatique, le vélo-taxi n'a pas de moteur et est principalement propulsé par la force musculaire. Dans les versions modernes, le pédalage est toutefois souvent assisté par un moteur électrique.
De simples vélos à deux roues sont également utilisés.

## Le vélo-taxi dans le monde
Les vélo-taxis sont utilisés depuis longtemps dans certaines parties du monde, où ils portent différents noms.

### Afrique

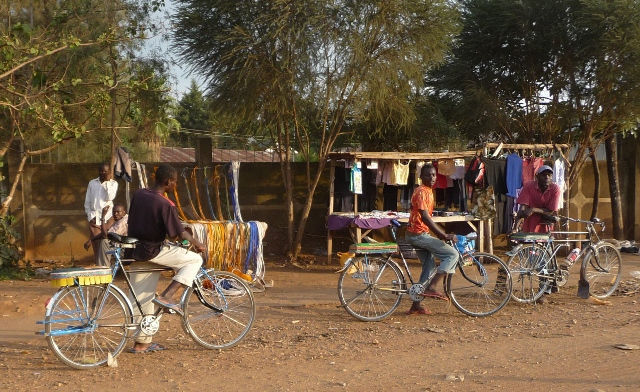
Trois boda-boda à Kakamega au Kenya.

En Afrique, des vélos beaucoup plus proches des bicyclettes ordinaires sont utilisés. Il s'agit de vélos à deux roues équipés d'un porte-bagage rembourré. On les trouve notamment au Kenya, où ils sont appelés boda-boda et où ils peuvent transporter jusqu'à deux passagers sur un porte-bagage allongé, au Rwanda, où le relief vallonné et le pouvoir d'achat modeste plaident en faveur de vélos légers et économiques, ainsi qu'au Malawi et dans de nombreux autres pays africains.

### Asie

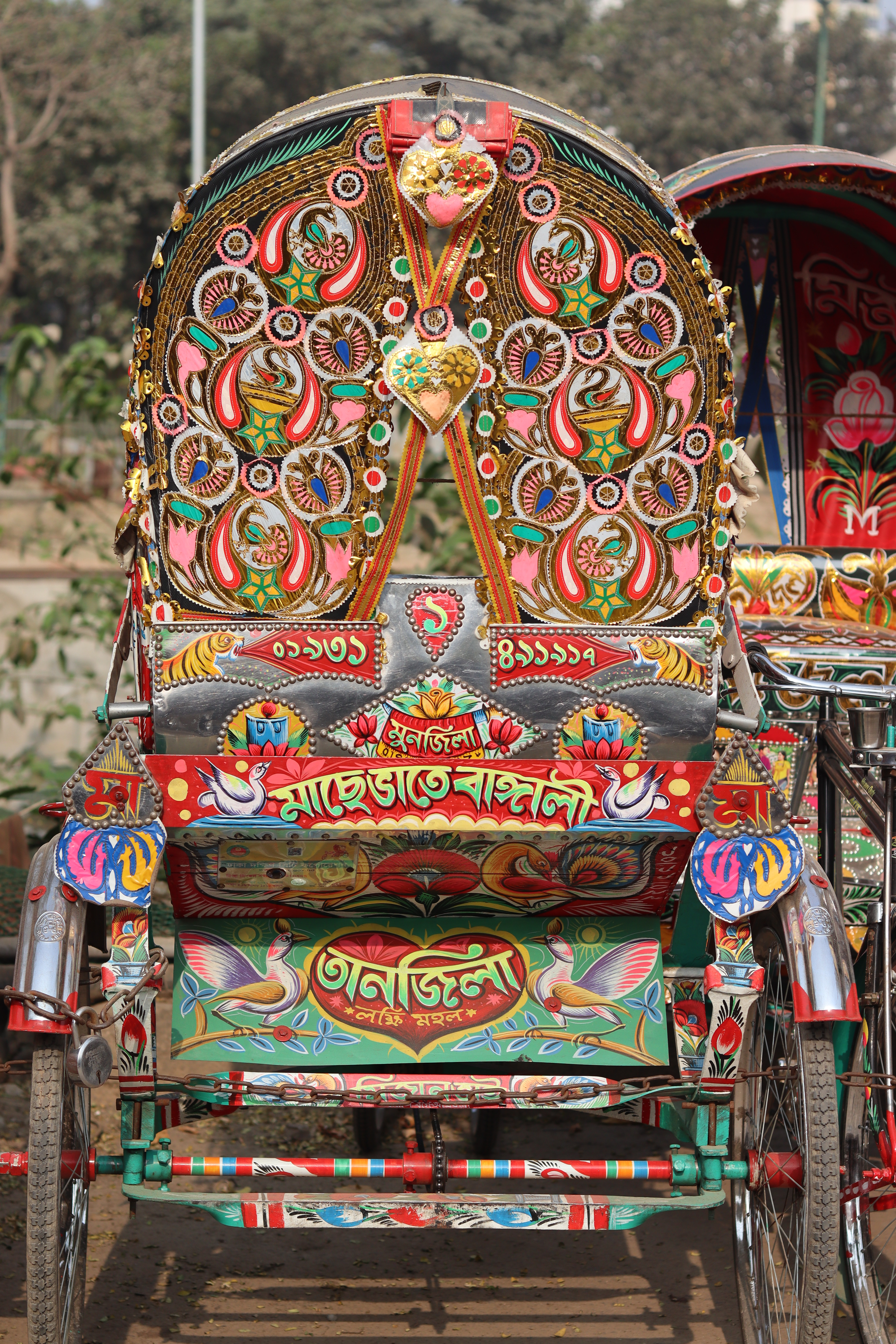
Décoration de l'arrière d'un rickshaw.

En Asie, les versions à trois roues sont les plus populaires, et portent les noms de rickshaw, trishaw, cyclo-pousse, etc.

### Europe

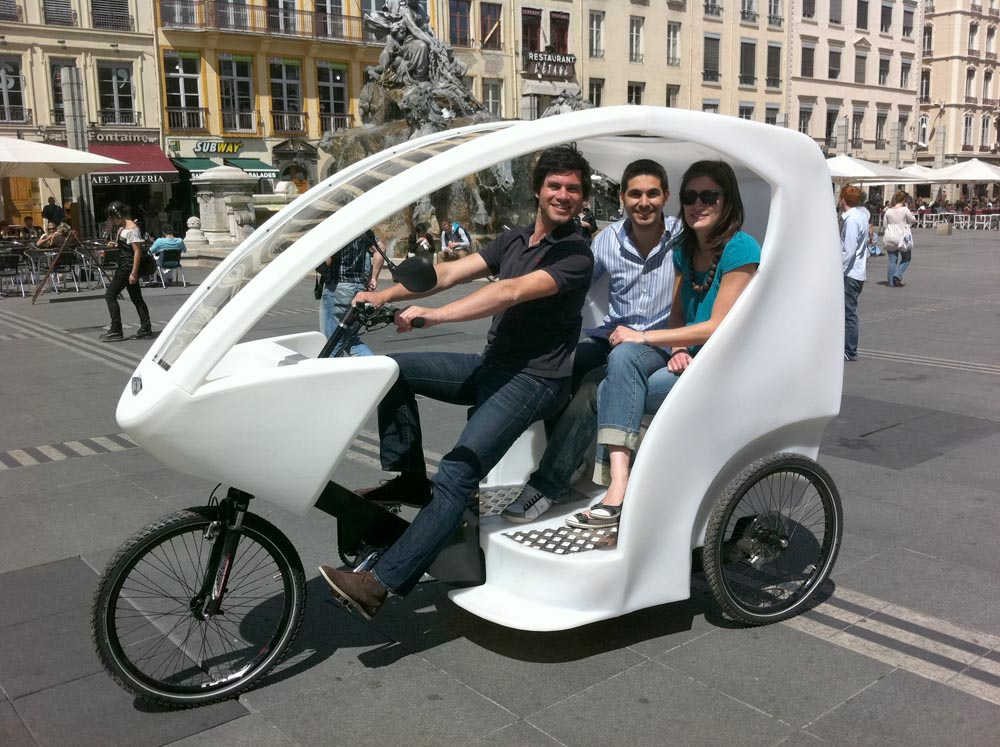
Vélo-taxi Cyclopolitain dans le centre-ville de Lyon.

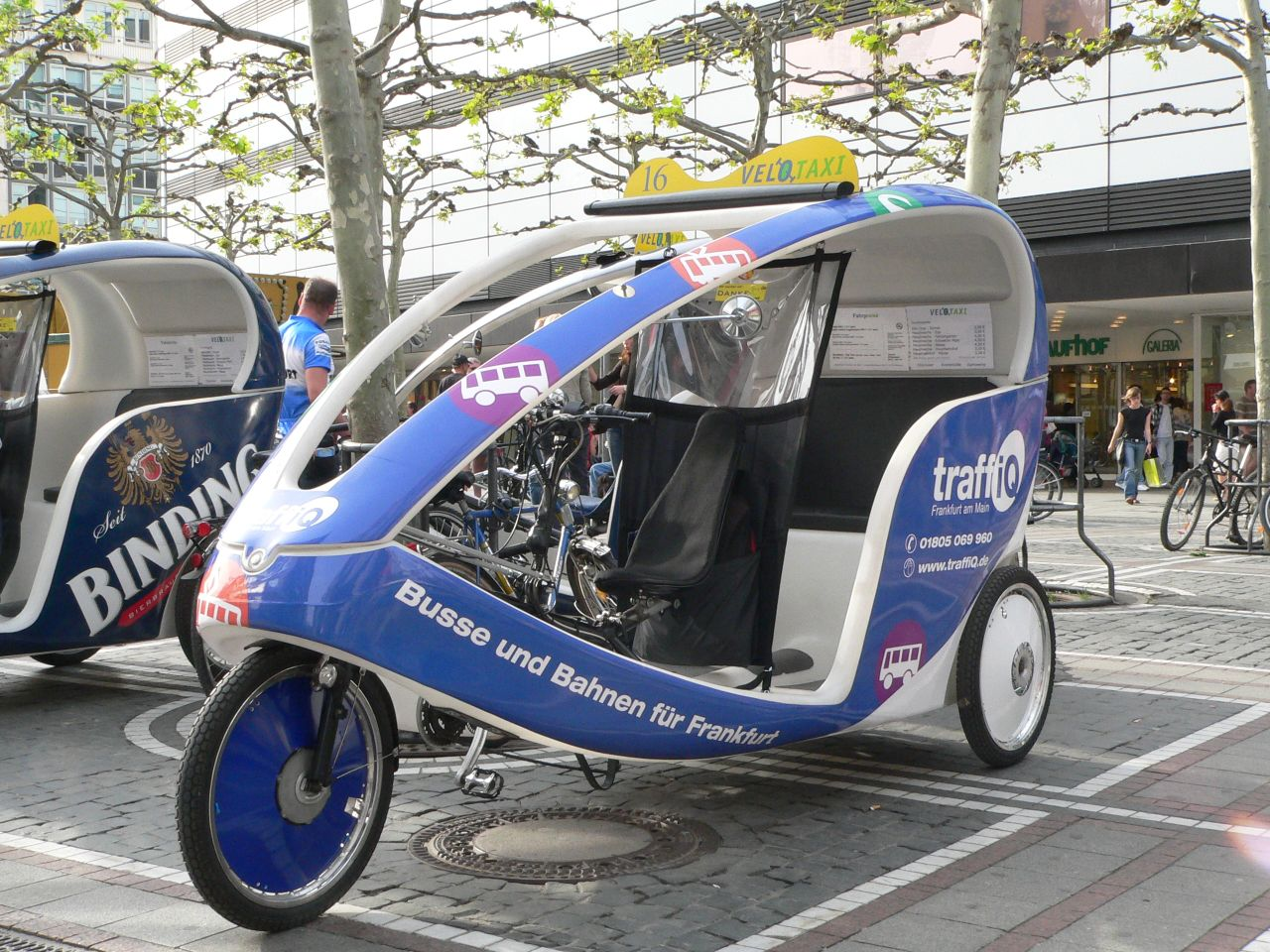
Vélo-taxi à Francfort-sur-le-Main.

Depuis une dizaine d'années, les vélos-taxis sont réintroduits dans les centres-villes européens, généralement dans une version moderne, qui rend la conduite « sans effort » pour le chauffeur. 
En France, la ville de Lyon a été la première à s'équiper de ce service en 2003, suivie par une dizaine d'autres villes dont Paris, Marseille et Nice mais également à Lille, Arras, Caen, Rennes, Nantes, La Rochelle, Bordeaux, Perpignan, Toulon et Toulouse[réf. nécessaire]. 
En Belgique, la ville de Namur est la première a mettre au point ce système pour des visites guidées, depuis 2016. 
Aujourd'hui, la ville de Paris compte la plus grande flotte avec une centaine de véhicules en service appartenant à plusieurs compagnies[réf. nécessaire]. Le vélo-taxi se positionne ainsi comme une alternative ou un complément aux autres moyens de transport que sont les autobus, le métro et les taxis traditionnels. Ils sont empruntés par plus d'un million de personnes chaque année[réf. nécessaire]. Les Allemands sont parmi les précurseurs en Europe[réf. nécessaire].